# 福原麟太郎
福原 麟太郎（ふくはら りんたろう、1894年10月23日 - 1981年1月18日）は、日本の英文学者、随筆家、翻訳家。福山市名誉市民。

## 生涯
出生から修学期
1894年、広島県沼隈郡神村（現・福山市）で生まれた。1912年、広島県立福山中学校（現・福山誠之館高校）を卒業し、東京高等師範学校英語科に進学した。在学中、G・K・チェスタトンの推理小説を訳し、『英語青年』に掲載。1917年に卒業。
1917年9月から翌1918年3月まで、静岡県立静岡中学校に英語教諭として赴任。1920年、東京高等師範学校研究科を修了。この間、『英語青年』の編集に携わった。
英文学研究者として(戦前)
1921年、母校の東京高等師範学校助教授に就いた。著書、訳註を何冊か刊行した後、1929年に文部省在外研修員としてイギリス・ロンドン大学とケンブリッジ大学に留学し、トマス・グレイ作品を研究。ヨーロッパ、アメリカ旅行を経て、1931年に帰国。帰国後は、東京文理科大学助教授となった。1939年に教授に昇格し、英文学研究の指導的立場に立った。
太平洋戦争後
戦後まもない1946年から1953年まで日本英文学会会長。1949年、学制改革に伴い新制大学・東京教育大学の教授、また文学部長も務めた。1953年3月に東京教育大学を定年退官。退任後は、共立女子大学教授を務め、英文学者として多くの著作を刊行。1953年8月から9月には吉田健一・河上徹太郎・池島信平と共に英国旅行を行った。1960年に『トマス・グレイの英詩』で東京教育大学から文学博士号授を取得。1963年4月から1969年3月には、中央大学文学部教授を務めた。
1981年に死去。墓所は雑司ヶ谷霊園にある。

## 受賞・栄典
- 1961年：『トマス・グレイ研究抄』で読売文学賞を受賞。
- 1964年：『チャールズ・ラム傳』で2度目の読売文学賞を受賞。
- 1963年：「英文学を基盤とする随筆一般」の活動に対して日本芸術院賞[6]を受賞、1964年、日本芸術院会員[7]。
- 1968年：秋に文化功労者。

## 研究内容・業績
代表作は『福原麟太郎著作集』(研究社出版)にまとめられている。英文学研究に加え、随筆家(エッセイスト)として『読書と或る人生』『われ愚人を愛す』など多数著し、晩年を経て、その文学活動は円熟味を増し高く評価された。没後に『福原麟太郎随想全集』(福武書店)が刊行された。なお初期の日本エッセイスト・クラブ賞選考委員でもあった。
福原賞(福原記念英米文学研究助成金)
没後約10年を経て「福原賞」が設けられた。

## 著作

### 著書
- 『英文学の輪廓』研究社 1923
- 『詩心巡礼』研究社 1924
- 『近代の英文学』研究社 1926
- 『英文学を如何に読むか』研究社 1927
- 『英文学の修業』研究社 1929
- 『メリ・イングランド』文教閣 1934
- 『春興倫敦子』研究社 1935
- 『鏡山先生伝：父の憶ひ出』(私家版) 1937
- 『叡智の文学』研究社 1940
- 『新しい家』研究社 1942
- 『文学の世界』河出書房 1946
- 『日本の英学』生活社 1946
- 『英国的思考』洋々書房 1947
- 『英文学旅程』玄理社 1948
- 『英語教育論』研究社 1948
- 『英文学研究法』新月社 1949
  - 改訂版 南雲堂 1963、新版1974
- 『英文学六講』金子書房 1950
- 『英文学入門』河出市民文庫 1951
- 『猫』宝文館 1951
- 『英文学の周辺』法政大学出版局(教養新書) 1952
  - 新版 法政大学出版局(教養選書) 1976
- 『われ愚人を愛す』文藝春秋新社 1952
- 『人生十二の智慧』新潮社(一時間文庫) 1953
  - 文庫化 講談社学術文庫 1987
- 『英文学の特質』岩波書店 1954 - 度々再版
- 『新しい英国』吾妻書房 1954
- 『この世に生きること』文藝春秋新社 1954
- 『生活の中にある教養』河出書房(河出新書) 1955
- 『英学雑談』研究社選書 1955
- 『年々歳々』朝日新聞社(朝日文化手帖) 1955
- 『藝は長し』垂水書房 1956
  - 新版 沖積舎 1987
- 『中流人の幸福』角川新書 1957
- 『命なりけり』文藝春秋新社 1957
  - 文庫化 講談社文芸文庫1992
- 『停年の設計』有紀書房 1957
- 『愚者の知恵』新潮社 1957
- 『昔の町にて』垂水書房 1957
- 『日本の英語』研究社選書 1958
  - 新版 恒文社 1997
- 『英文学小論』吾妻書房 1958
- 『鎮魂の賦』東京創元社 1958
- 『昔の町にて』垂水書房(英語英文学シリーズ) 1958
- 『永遠に生きる言葉』毎日新聞社(毎日ライブラリー) 1959
- 『英語の感覚』研究社(英語科ハンドブックス) 1959
- 『本棚の前の椅子』文藝春秋新社 1959
- 『トマス・グレイ研究抄』研究社出版 1960
- 『シェイクスピア講演』大修館書店 1961
  - 文庫化 講談社学術文庫 1988
- 『変奏曲』三月書房 1961
  - 新版 1979年
- 『この国を見よ』大修館書店 1961
- 『人間天国』文藝春秋新社 1961
- 『諸国の旅』三月書房 1962
  - 再版 1977年
- 『明日に新しく』帖面舎 1962
- 『チャールズ・ラム傳』垂水書房 1963 - 限定版も刊
  - 新版 福武書店 1982
  - 文庫化 講談社文芸文庫 1992
  - 新版 沖積舎 2000
- 『英文学随筆』八潮出版社 1964
- 『野方閑居の記』新潮社 1964
  - 新版 沖積舎 1987
- 『書斎の無い家』文藝春秋新社 1964
- 『人間の教育』講談社現代新書 1965
- 『文学と文明』文藝春秋新社 1965
- 『春のてまり』三月書房 1966
  - 再版 1974年
- 『日本の空の下』雷鳥社 1966
- 『読書と或る人生』新潮選書 1967
- 『英学三講』法政大学出版局(教養選書) 1967
- 『永遠に生きる言葉』毎日新聞社 1969
- 『人間・世間』暮しの手帖社 1969
- 『かの年月』吾妻書房 1970
- 『この道を行く』大和書房(わが人生観) 1971
- 『天才について』毎日新聞社(現代日本のエッセイ) 1972
  - 改訂文庫化 講談社文芸文庫 1990
- 『幸福について』新潮社 1972
- 『ヂョンソン』研究社出版(新英米文学評伝叢書) 1972
  - 再版 1986年
- 『夏目漱石』荒竹出版 1973
- 『詩心私語』文藝春秋(人と思想) 1973 - 選集
- 『芝居むかしばなし』毎日新聞社 1974
- 『われとともに老いよ』新潮社 1976
- 『第三のクラブ』求龍堂 1977
- 『福原麟太郎随筆選』研究社 1981 - あとがき福原雛恵
- 『福原麟太郎集 現代の随想 11』河盛好蔵編、彌生書房 1981

### 作品集
- 『福原麟太郎著作集』(全12巻) 研究社出版 1968 - 1969

1. 『シェイクスピア』
2. 『ヂョンソン大博士』
3. 『トマス・グレイ研究』
4. 『評傳チャールズ・ラム』
5. 『随筆Ⅰ 旅・人』
6. 『随筆Ⅱ 身辺』
7. 『随筆Ⅲ 人生・読書』
8. 『随筆Ⅳ 日記・劇評』
9. 『英語教育論』
10. 『英文学評論』
11. 『イギリス人』
12. 『英文学の歴史』

- 『福原麟太郎随想全集』(全8巻) 福武書店 1982

1. 『人生の知恵』
2. 『本棚の前の椅子』
3. 『春のてまり』
4. 『学問のすがた』
5. 『メリ・イングランド』
6. 『この国を見よ』
7. 『思い出の記』
8. 『日記・書簡』

回想・書誌
- 『福原麟太郎追悼録』福原雛恵[9] 編、同刊行会 1987
- 『福原麟太郎著作目録』藤井哲編著、九州大学出版会 2014

### 共著・編著・その他
- An Elegy Written in a Country Churchyard by Thomas Gray. The Three Manuscripts. Henry Bergenとの共編著, Primrose Hill, 1933
- 『ローマ字で引く国語新辞典』山岸徳平共編、研究社出版 1952
  - 新版 1968・2010年
- 『文学要語辞典』編著、研究社出版 1960
- 『英語教育辞典』編著、研究社出版 1961
- 『イギリスの文学』(文学案内 4) 著者代表、新潮社 1963
- 『ベーコン』(世界の名著 20) 責任編集[10]、中央公論社 1970
  - 新版 中公バックス 1979
- 『文学的人生』研究社出版 1970 - 対話集
- 『二都詩問』吉川幸次郎共著、新潮社 1971、復刊 1992

### 訳書
- 『子供の詩』ロバート・ルイス・スティーヴンソン著、葛原しげる共訳、東光閣書店 1922
- 『緋文字 其他』(世界文学全集) ナサニエル・ホーソーン著、新潮社 1929
  - 文庫化 角川文庫 1952
  - 新版 平凡社 世界名作全集 1959
- 『七人の風来坊：ホーソーン短篇集』岩波文庫 1952
  - 復刊 1990・2008年
- 『リチャード三世』シェイクスピア著、大山俊一共訳、角川文庫 1956
- 『茶色い狐の秘密』エラリー・クイーン著、早川書房 1958
  - 文庫化 ハヤカワ文庫 1978
- 『墓畔の哀歌』トマス・グレイ著、岩波文庫 1958
  - 復刊 1990年
- 『十二夜』シェイクスピア著、大山敏子共訳、角川文庫 1960
- 『シェイクスピアⅥ 冬の夜語り』(世界古典文学全集 46) 岡本靖正共訳、筑摩書房 1966

記念論集
- 『近代の英文学：福原麟太郎先生還暦記念論文集刊行会』研究社出版 1955